# ギャルメイドと悪役令嬢
『ギャルメイドと悪役令嬢』（ギャルメイドとあくやくれいじょう）は鍵穴による日本の漫画作品。『一迅プラス』（一迅社）にて2023年12月28日に読み切り版が掲載された後、2024年2月22日から連載中。

## キャラクター
セリナ
本作品の主人公。前世がギャルの転生者。
アルメリア
本作品のヒロイン。

## 書籍情報
- 鍵穴 『ギャルメイドと悪役令嬢 〜おじょーさまのハッピーエンドしか勝たん！〜』 一迅社〈百合姫コミックス〉、既刊2巻（2025年2月17日現在）
  1. 2024年8月17日発売[4][5]、ISBN 978-4758027533
  2. 2025年2月17日発売[6]、ISBN 978-4758028509